# Khúc Hạo
Khúc Hạo, mort en 917, est le gouverneur d'Annam (nord de l'actuel Viêt Nam, à l'époque province à l’extrême sud de la Chine) de 907 à 917.

## Biographie
À la mort de son père Khúc Thừa Dụ en 907, Khúc Hạo lui succède en tant que gouverneur à la tête de la province d'Annam, alors sous domination chinoise.
Durant son règne, il maintient et conforte la relative indépendance d'Annam vis-à-vis de la dynastie Tang qui avait été obtenue par son père avec l'affaiblissement du pouvoir chinois.
La région est alors prospère et Khúc Hạo effectue plusieurs réformes, s'écartant du modèle administratif chinois et abolissant la corvée.
Lorsqu'il meurt en 917, son fils Khúc Thừa Mỹ le remplace à la tête de la province mais est vaincu en 930 par les Han du Sud auxquels il a refusé de prêter allégeance, restant fidèle à la dynastie Liang postérieure qui succède brièvement à la dynastie Tang.
Les Han du Sud menacent alors l'indépendance d'Annam jusqu'à ce que Dương Đình Nghệ, général de Khúc Hạo, s'oppose à leur retour.